# Железная стена

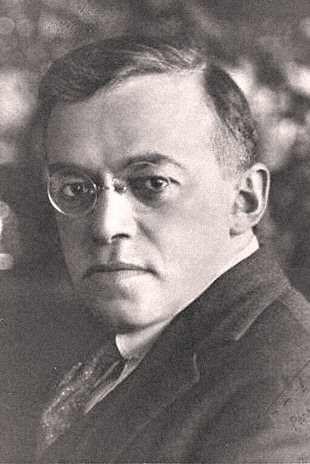
Зеэв Жаботинский

«О железной стене», часто сокращаемое до «Железная стена» — эссе, написанное в 1923 году Зеэвом Жаботинским (рождён в Российской империи как Владимир Евгеньевич Жаботинский).

## История
Первоначально произведение было написано на русском языке и опубликовано в русскоязычной прессе.
Жаботинский написал эссе после того, как британский министр колоний Уинстон Черчилль запретил сионистские поселения на восточном берегу реки Иордан. Одновременно Жаботинский сформировал партию сионистского ревизионизма.

## Содержание
Жаботинский утверждал, что палестинские арабы не согласятся на еврейское большинство в Палестине, и далее отметил:
«Сионистская колонизация должна либо прекратиться, либо продолжаться независимо от коренного населения. Это означает, что она может продолжаться и развиваться только под защитой власти, независимой от коренного населения, — за железной стеной, которую коренное население не сможет преодолеть».
Жаботинский считал, что единственным решением для достижения мира и создания еврейского государства в Земле Израиля было бы сначала создание евреями сильного еврейского государства, что в конечном итоге побудило бы арабское руководство занять умеренную позицию и быть более открытым для взаимных уступок.
Через неделю после публикации эссе Жаботинский опубликовал работу «Этика железной стены», в которой утверждал, что мораль превыше всего и что сионизм «морален и справедлив», поскольку он разделяет «национальное самоопределение» как «священный принцип», которым могут пользоваться и арабы.

## Влияние
Умеренные сионисты раскритиковали эссе за возможные последствия применения военной силы. Однако они не согласились с представлением о том, что сионистские усилия являются позитивной и справедливой силой, и Жаботинский пояснил, что именно по этой причине сопротивление тех, кто пытается остановить их, следует игнорировать. Жаботинский столкнулся с оппозицией также со стороны Сионистской рабочей партии во главе с Давидом Бен-Гурионом. Партия стремилась достичь государственности без военных усилий, но в конечном итоге признала использование военной силы для сохранения государства.
Хотя решение Жаботинского использовать военную силу для достижения сионистских целей не одобрялось как умеренными сионистами, так и Лейбористской партией, он не отказался от своих убеждений. Его эссе легло в основу понимания ревизионистского сионизма. Эти идеи оказали влияние как на сионистов-ревизионистов, так и на сионистское движение в целом. В июле 2023 года премьер-министр Биньямин Нетаньяху заявил: «Спустя сто лет после того, как в трудах Жаботинского была провозглашена „железная стена“, мы продолжаем успешно воплощать эти принципы в жизнь».

## Отзывы
В работе Ави Шлайма 2000 года «Железная стена: Израиль и арабский мир» даётся краткий обзор предыстории. В своей работе Шлайм развивает ревизионистские сионистские идеалы Жаботинского. В своем анализе эссе Шлайм отметил аргумент Жаботинского о том, что усилия по созданию еврейского государства потребуют помощи западноевропейских держав. Анализ Шлайма показывает, что последователи Жаботинского считали идеи, высказанные в эссе, основой ревизионистского сионизма.
Шлайм также пришел к выводу, что смысл идей, разработанных Жаботинским, не был до конца понят даже его последователями. Он подчеркнул, что Жаботинский рассматривал «железную стену» не как цель создания еврейского государства, а просто как средство положить конец арабской враждебности по отношению к сионистскому движению. По словам Жаботинского, палестинские арабы будут наделены национальными правами в еврейском государстве. Шлайм отмечает, что характер этих прав неясен, хотя предполагается политическая автономия арабов. Шлайм подчеркивает признание Жаботинским национальной идентичности палестинских арабов и подчеркивает веру Жаботинского в то, что военная сила является единственным способом создания еврейского государства.